# Aguaytiella
Aguaytiella is een geslacht van hooiwagens uit de familie Cranaidae.
De wetenschappelijke naam Aguaytiella is voor het eerst geldig gepubliceerd door C.J.Goodnight & M.L.Goodnight in 1943. 

## Soorten
Aguaytiella is monotypisch en omvat slechts de volgende soort:
- Aguaytiella maculata